# Lilla Korslången (naturreservat)
Lilla Korslången är ett naturreservat i Lindesbergs kommun i Örebro län.
Området är naturskyddat sedan 2004 och är 37 hektar stort. Reservatet ligger nordost om sjön Lilla Korslången och sydväst om gården med detta namn. Reservatet består av beteshagar och ängar.